# جونيور ميسياس
جونيور والتر ميسياس (بالبرتغالية: Junior Messias؛ مواليد 13 مايو 1991) لاعب كرة قدم برازيلي يلعب في مركز لاعب الوسط مع نادي ميلان الإيطالي.

## الإنجازات
ميلان
- الدوري الإيطالي: 2021–22[3]

## روابط خارجية
- جونيور ميسياس  على سكروي